# Thietmar von Hildesheim
Thietmar von Hildesheim Tymmo (Adam von Bremen), Tiemo, Thietmarus, Thetmarus, Thiatmarus, Diothmarus, Deotharus, T(h)etmarus, Detmarus, Deithmarus, Teythmarus, († 14. November 1044 in Hildesheim) war Bischof von Hildesheim von 1038 bis 1044.
Er war gebürtiger Däne. Erstmals wird er erwähnt, als er als Geistlicher Gunhild, die Tochter Knuts des Großen nach Nimwegen begleitete, wo sie am 29. Juni 1036 Heinrich III. heiratete und den Namen Kunigunde annahm. Er wurde Kapellan der Königin und somit Mitglied der königlichen Hofkapelle. Diese starb aber bereits am 18. Juli 1038. Nach Adam von Bremen übertrug ihm Konrad II. auf Empfehlung Gunhilds nach dem Tode Godehards am 5. Mai 1038 das Bistum Hildesheim.
Am 20. August 1038 erhielt er in Lorsch von Erzbischof Bardo von Mainz die Bischofsweihe. 1039 führte er Adelheid, die Tochter Ottos II. als Äbtissin in das Stift Gandersheim ein.
Eine nur in Abschrift erhaltene Inschrift am Thietmarleuchter im Hildesheimer Dom, dem ältesten von vier erhaltenen romanischen Radleuchtern in Deutschland, weist Bischof Thietmar als dessen Stifter aus.
Thietmar ist im Dom zu Hildesheim in der Krypta neben Bischof Godehard begraben.